# 卫城 (赫尔辛基)

卫城区在赫尔辛基的位置

卫城（芬蘭語：Kaartinkaupunki）是芬兰首都赫尔辛基的第3号市区，位于市中心的南部。
卫城区包括埃斯普拉纳迪公园和天文台山（Tähtitornin vuori）之间的区域。该市区在1812年的城市规划中被确定，但直到1959年才命名。名字起源于兵营广场旁边的俄国卫队兵营。兵营的最老的部分完工于1822年，当时为赫尔辛基教学营（后来为芬兰卫队）的住所。
卫城区的面积为0.32平方公里。2020年底居民数量为1,057人。2017年底有10,512个工作岗位。该市区大部分是公司的办公楼。
卫城区包括埃斯普拉纳迪公园、赫尔辛基集市广场以及南埃斯普拉纳迪街和北埃斯普拉纳迪街，但不包括位于北埃斯普拉纳迪街的建筑，该街上的建筑属于克鲁农哈卡区或克卢维区。

## 图集

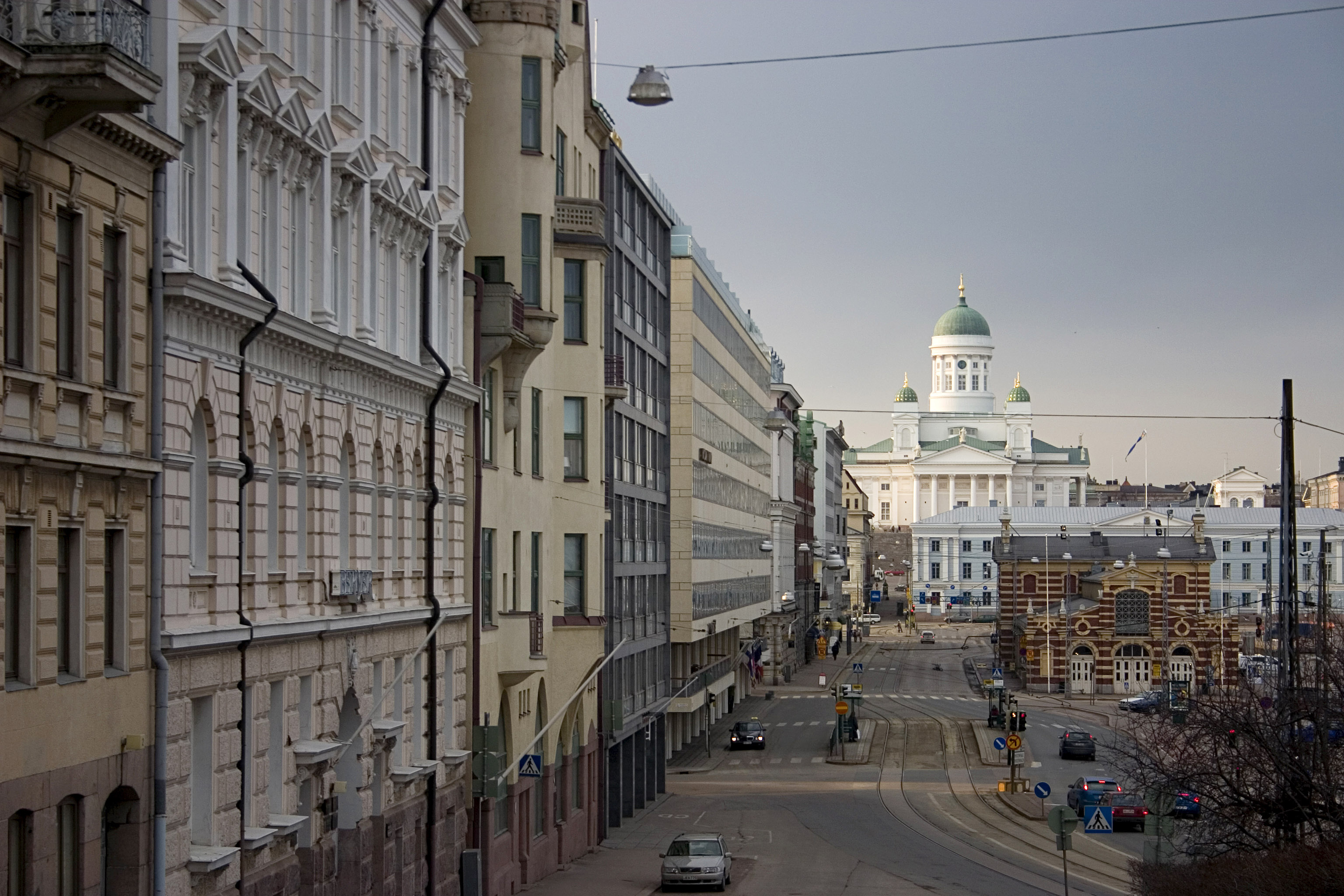
图中右侧为赫尔辛基老集市厅，背景为赫尔辛基主教座堂
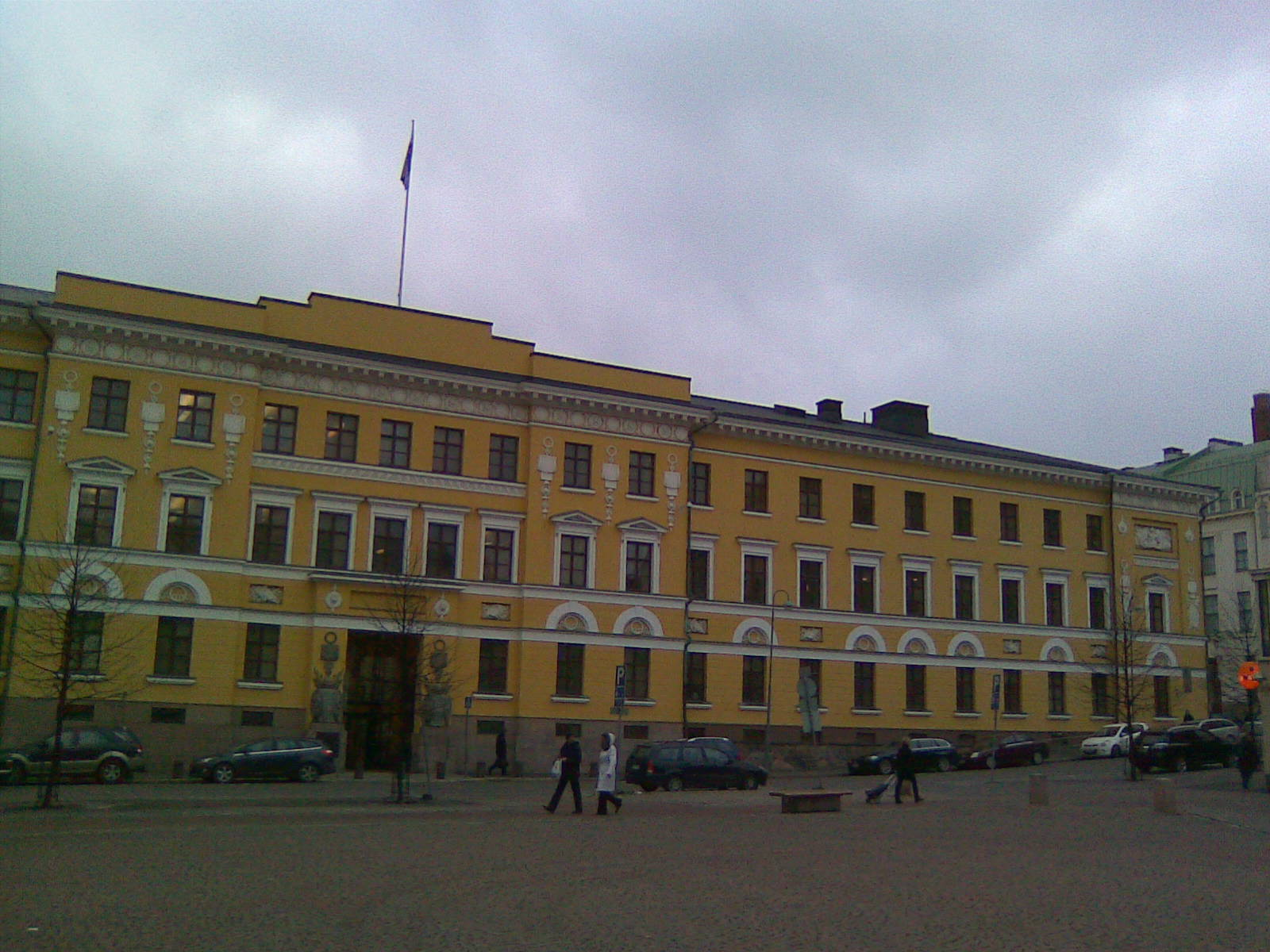
芬兰国防部（芬蘭語：Suomen puolustusministeriö）
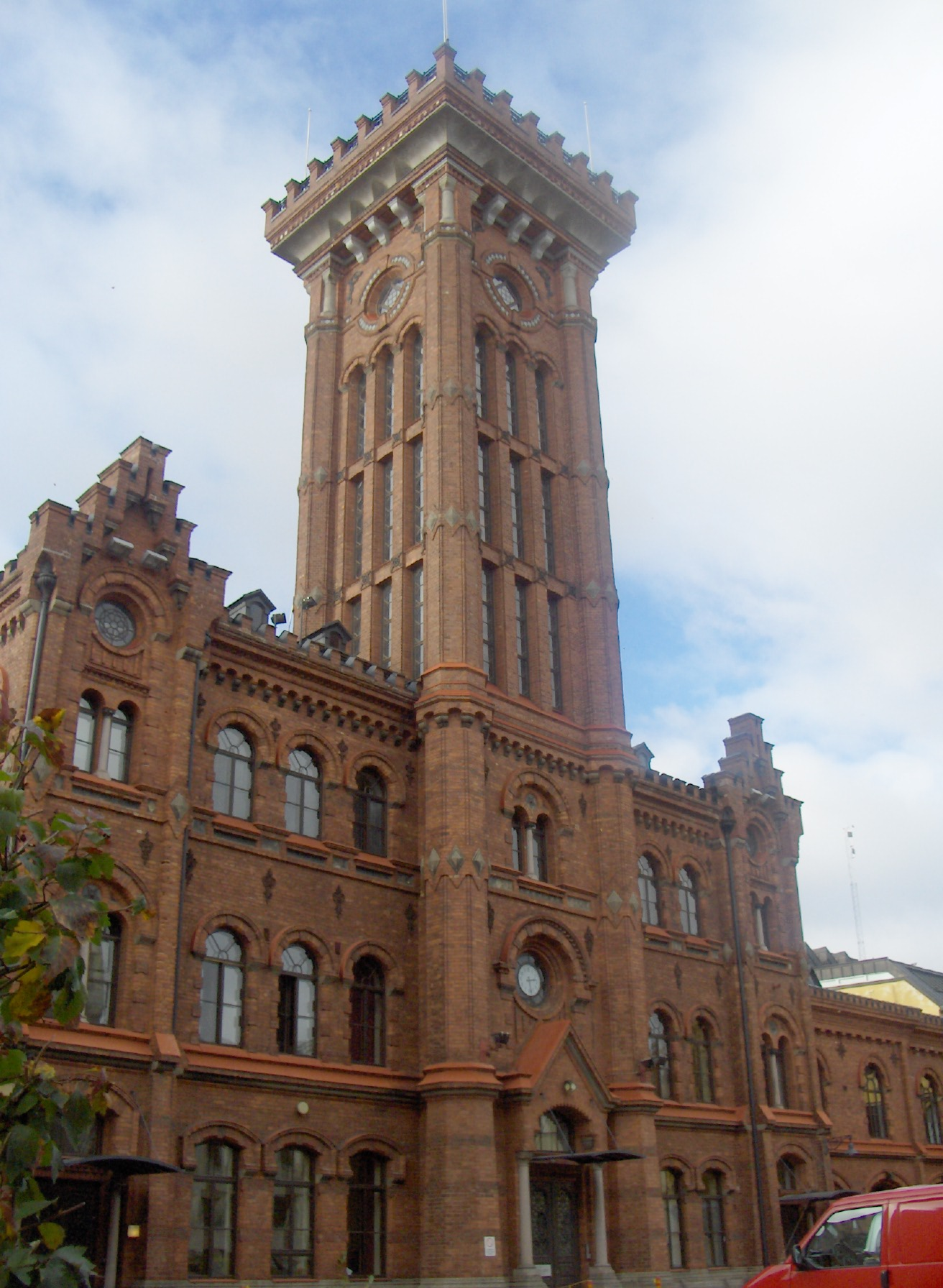
埃罗塔亚消防站
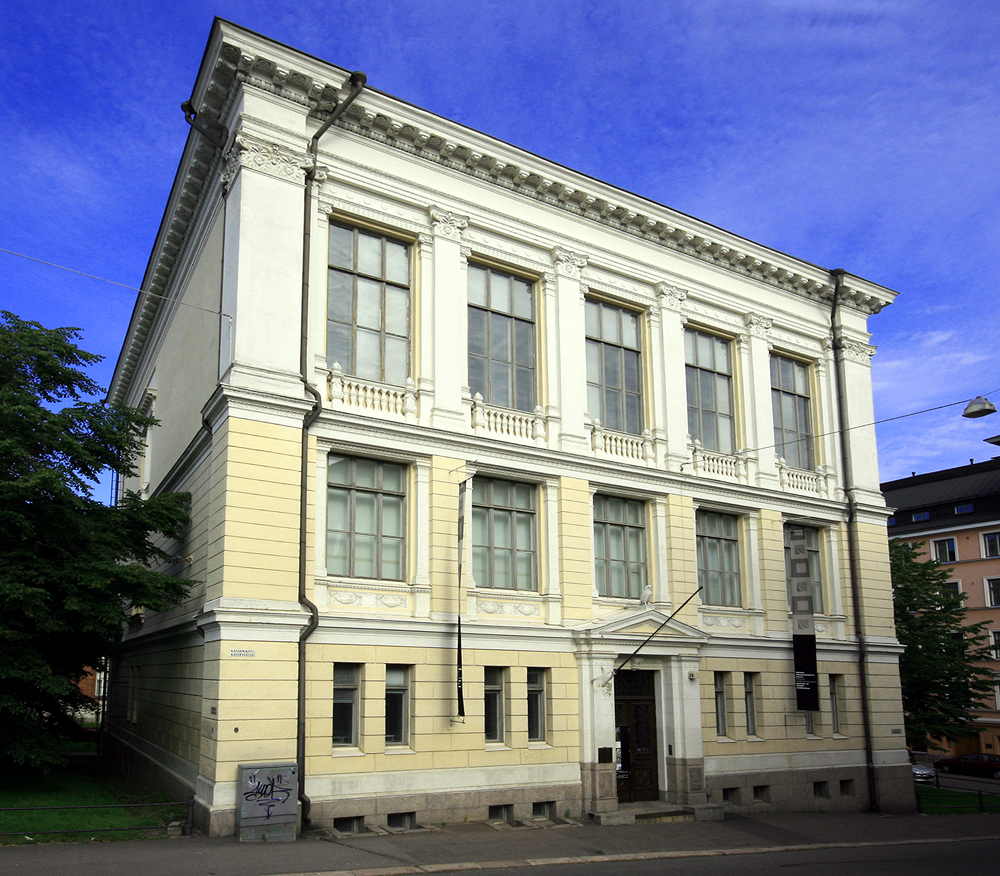
芬蘭建築博物館